# Il sognatore (Rio)

## L'album
Il sognatore è il terzo album della pop rock band Rio, uscito in Italia il 6 luglio 2010, anticipato dal singolo Pezzo di cielo, uscito in radio il 18 giugno.
Nell'album è presente la collaborazione di Fiorella Mannoia, che duetta con Fabio Mora ne Il gigante, e Luciano Ligabue, autore del testo di Da qui.

## Musicisti
- Fabio Mora – Voce
- Marco Ligabue – Chitarra
- Fabio Ferraboschi – Basso
- Dj Bart – Elettroniche
- Alberto Paderni – Batteria
- Fiorella Mannoia – Voce

## Tracce
1. Il sognatore
2. Che effetto fa
3. Pezzo di cielo
4. In ogni istante
5. Da qui
6. Il Gigante
7. Ninna nanna di Luglio
8. Un giorno senza fretta
9. Voglia di te
10. Nel tuo spazio

## Video
1. Voglia di te
2. Pezzo di cielo
3. In ogni istante
4. Il gigante
5. Da qui